# 門間大吉
門間 大吉（もんま だいきち）は、日本の財務官僚。国際通貨基金理事や、財務総合政策研究所長、財務省国際局長等を歴任した。

## 人物・経歴
秋田県出身。秋田県立秋田高等学校を経て、1981年 東京大学経済学部卒業。大学在学中はゴルフ部に所属。大蔵省入省。配属先は大臣官房文書課。
ケンブリッジ大学留学、世界銀行出向などを経て、1993年 主計局主計官補佐（通産第一、二係）。1995年 国際金融局総務課長補佐（国際調整官、総括・企画一・二）。1997年 外務省経済協力開発機構日本政府代表部一等書記官。2000年 金融再生委員会事務局金融危機管理課業務室長。2002年 財務省国際局地域協力課長。2004年 防衛庁管理局会計課長。
2008年 財務省大臣官房審議官（国際局担当）。2009年 財務省大臣官房付兼内閣官房内閣審議官（内閣官房副長官補付）兼内閣官房拉致問題対策本部事務局次長補兼内閣府大臣官房審議官。2010年 財務省大臣官房審議官（国際局担当）。2012年 国際通貨基金理事。2014年 財務省財務総合政策研究所長。
2015年 財務省国際局長。2016年 退官、日本生命保険相互会社特別顧問。のち、一般社団法人アフリカ開発協会副会長理事、公益社団法人グローバルヘルス技術振興基金理事、財務省財務総合研究所上席客員研究員、公益財団法人世界平和研究所研究顧問、一般社団法人日本ミャンマー協会理事等を歴任。2021年 大和アセットマネジメント株式会社取締役、株式会社国際経済研究所副理事長。